# Birgitta Pettersson (konstnär)
Birgitta Pettersson, född 1944 i Askersund, är en svensk målare.
Pettersson studerade vid Konstfackskolan i Stockholm 1962-1967.
Hennes konst består av modellmåleri, människor i landskap och expressionistiska landskap.
Pettersson är representerad vid Örebro läns landsting och Askersunds kommun.